# Robella
Robella ist eine Gemeinde in der italienischen Provinz Asti (AT), Region Piemont.

## Lage und Einwohner
Robella liegt 32 km nördlich von der Provinzhauptstadt Asti entfernt. Das Gemeindegebiet umfasst eine Fläche von zwölf km² und hat 438 Einwohner (Stand 31. Dezember 2023). Die Nachbargemeinden sind Brozolo, Cocconato, Montiglio Monferrato, Murisengo, Odalengo Grande und Verrua Savoia.

## Kulinarische Spezialitäten
Bei Robella werden Reben der Sorte Barbera für den Barbera d’Asti, einen Rotwein mit DOCG Status, sowie für den Barbera del Monferrato angebaut.